# Burger King
Burger King Corporation (сокр. BK) — американская компания, владелец глобальной сети заведений быстрого питания Burger King, специализирующейся на гамбургерах (главным образом на вопперах).
Штаб-квартира располагается в округе Майами-Дейд (штат Флорида, США).

## История
История компании началась в 1954 году с общепита Insta-Burger King в Джексонвилле, Флорида. После того, как в 1954 году Insta-Burger King столкнулся с финансовыми трудностями, два местных франчайзи Дэвид Эджертон и Джеймс Маклэмор приобрели компанию и переименовали её в «Бургер Кинг». В следующие 50 лет компания четыре раза меняла владельцев. Третий владелец — группа TPG Capital, Bain Capital и Goldman Sachs Capital Partners в 2002 сделала компанию публичной. В конце 2010 бразильская компания 3G Capital приобрела контрольный пакет акций ВК за 3,26 млрд американских долларов. Новые собственники немедленно приступили к реструктуризации компании, чтобы улучшить её состояние. В итоге 3G вместе со своим партнёром Berkshire Hathaway объединила компанию ВК с канадской сетью закусочных Tim Hortons.
К концу финансового 2013 года Burger King доложил, что обладает 13 тыс. торговых точек в 79 странах. 66 % точек находится в США, 99 % управляется частниками, в 2013 новые владельцы точек перешли к полной модели франшизы. Для расширения компания исторически использует различные варианты франчайзинга. Способы лицензирования франчайзи различаются в зависимости от региона. При этом некоторые местные франчайзеры (называемые как мастера-франчайзеры) отвечают за продажу сублицензий от лица компании. Отношения компании со своими франчайзи не всегда бывают гармоничными. Иногда случаются размолвки, вызывающие многочисленные проблемы, в некоторых случаях отношения компании и её франчайзи переходят в судебные разбирательства.
7 января 2021 года компания Burger King вернула старый логотип спустя 20 лет, обновили дизайн упаковки и униформы сотрудников. Используя цвета, вдохновленные своей «настоящей и вкусной едой», сеть быстрого питания представила новую идентичность, которая включает в себя переработанный (но узнаваемый) логотип и новую упаковку пищевых продуктов, униформу сотрудников и вывески в своих ресторанах, которые скоро будут реконструированы.

## Собственники и руководство

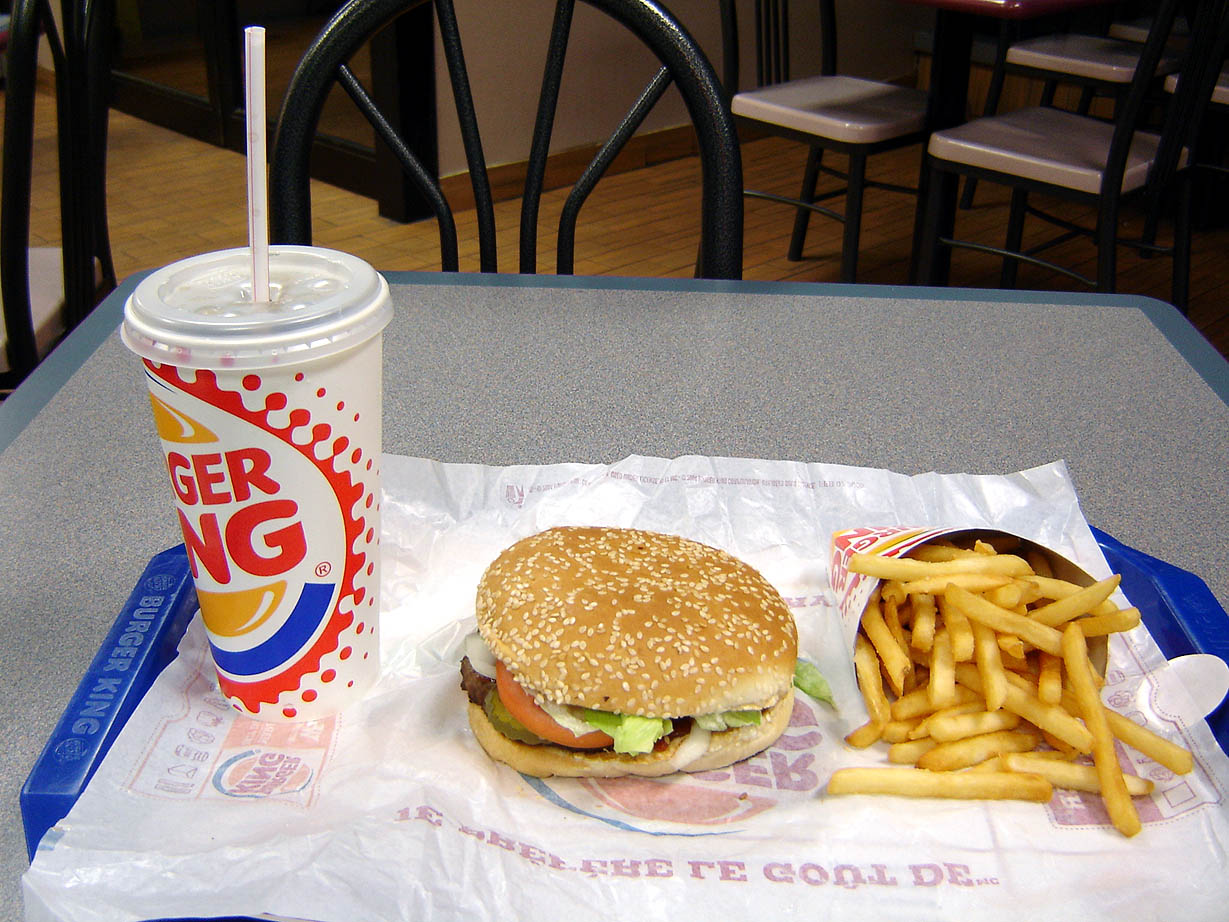
Стандартный обед Whopper Combo. Канада, 2005

Крупнейшие владельцы компании по состоянию на середину 2010 года: TPG Capital (структура Texas Pacific Group, 11,1 %), Goldman Sachs (10,3 %). В сентябре 2010 года было объявлено о достижении договорённости о продаже компании за 4 млрд $ инвестиционному фонду 3G Capital (контролируется бразильскими инвесторами).
Председатель совета директоров и главный управляющий — Хосе Сил (Jose Cil).

## Деятельность
По состоянию на март 2012 года в 76 странах мира работало около 12,5 тыс. общепитов Burger King, из которых свыше 90 % — по франчайзингу.
Численность персонала в 2009 году — 38,9 тыс. человек. Выручка сети за финансовый год, закончившийся в июне 2010 года, составила 2,5 млрд $ (упала на 2,3 % по сравнению с предыдущим аналогичным периодом), чистая прибыль — 186,8 млн $ (меньше на 1 % по сравнению с предыдущим аналогичным периодом).
В Израиле некоторые рестораны этой сети — кошерные.

### В Австралии
В Австралии действует мастер-франшиза «Burger King» под собственным названием «Hungry Jack’s», по имени владельца, Джека Ковина. Произошло это потому, что торговое имя «Burger King» уже было занято. В 1996 году компания «Burger King» зарегистрировалась в Австралии под этим именем и потребовала от владельца сети «Hungry Jack’s» провести ребрендинг, на что владелец ответил отказом. С 1996 по 2002 год шло судебное разбирательство, во время которого в стране параллельно существовали сети «Hungry Jack’s» и «Burger King». В 2003 году было достигнуто соглашение между сторонами — за сетью «Hungry Jack’s» подтвердили право мастер-франчайзи и все существовавшие с 1996 года рестораны «Burger King» были либо закрыты, либо переименованы в «Hungry Jack’s».

### В Беларуси
Первый ресторан Burger King в Беларуси открылся в 2015 году в Минске в районе станции метро «Каменная Горка». Компанией впервые на территории страны была внедрена система рефил. На декабрь 2022 года на территории страны работает 40 ресторанов, 20 из них находятся в Минске. Владелец франшизы — ООО «Бургер БК».

### В Казахстане
В мае 2012 года Burger King открыла в Алма-Ате первый и один из самых больших ресторанов компании в мире (240 мест на площади в 555 м²). Казахстан стал 83-й страной, в которой функционируют рестораны Burger King Corporation. Договор на франшизу сроком на 12 лет был заключён с компанией «Верный Капитал». Общие инвестиции в развитие сети в 2015 году составили 1,4 млрд тенге. Оборот компании за отчётный период составил 22 млн $ без учёта налогов. На декабрь 2022 года по Казахстану открыто 50 ресторанов. Владельцем франшизы в Казахстане является Ануар Утемуратов.

### В России

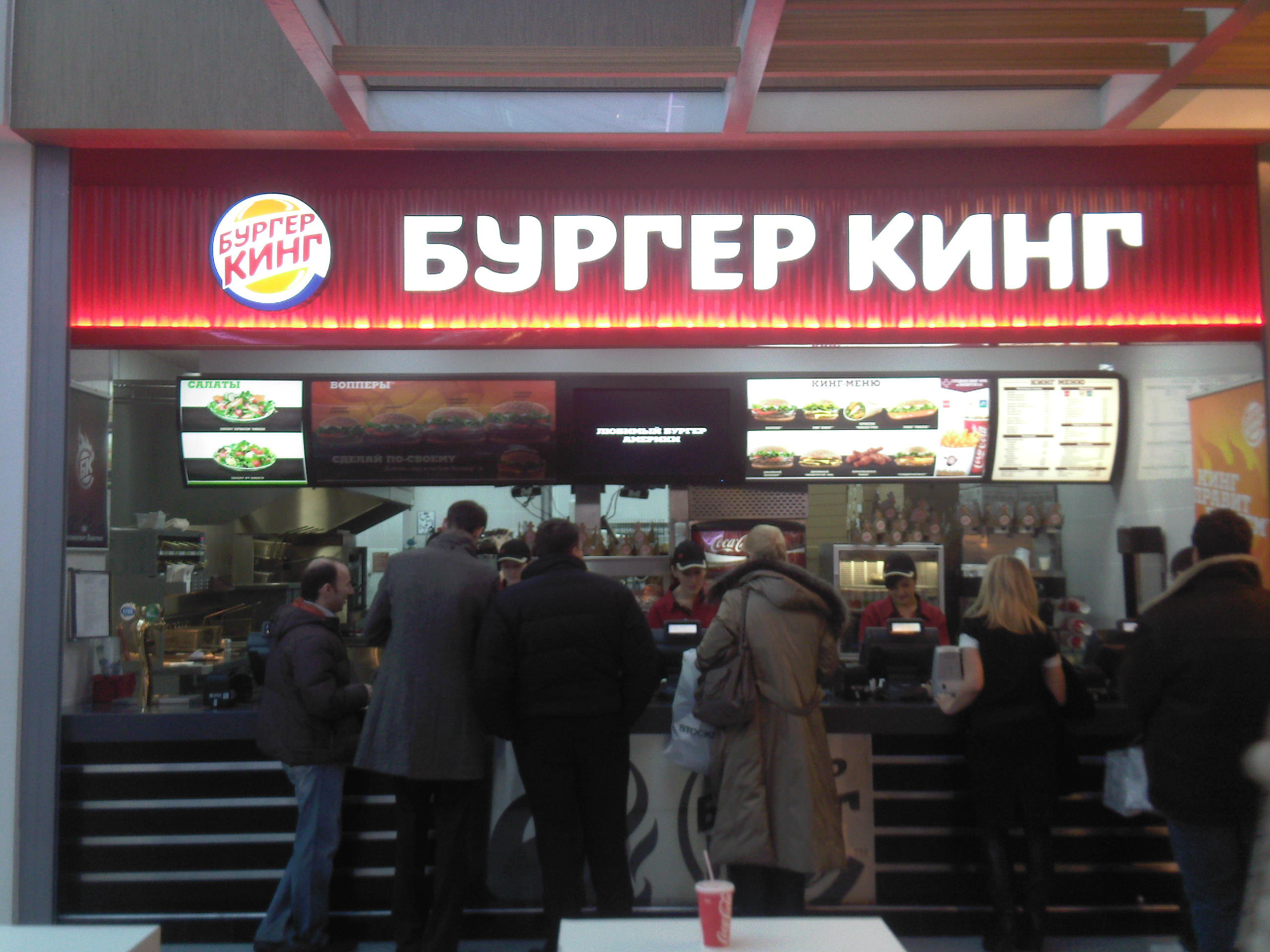
Первый ресторан «Бургер Кинг» в России открылся в ТРК «Метрополис» (Москва)

В России Бургер Кинг также работает через систему франчайзинга. На текущий момент у Бургер Кинга в России имеется мастер-франчайзи в лице ООО «БУРГЕР РУС», совместной компании Burger King Europe, владельца сети «Шоколадница» Александра Колобова и ВТБ-Капитал. Генеральным директором российского отделения Бургер Кинга является бизнесмен Дмитрий Медовый.
Первый ресторан сети в России открылся 20 января 2010 года в московском торгово-развлекательном центре «Метрополис» (станция метро «Войковская»), а второй — в московском торговом комплексе «Европейский». По состоянию на декабрь 2022 года в России открыто 817 ресторанов сети, в том числе 287 — в Москве и Московской области, 82 — в Санкт-Петербурге и Ленинградской области.

### В Финляндии
Burger King впервые попытался выйти на рынок Финляндии в начале 1980-х годов, но тогда рестораны компании были закрыты через два года из-за экономической нецелесообразности. Вторичное возвращение на финский рынок произошло 13 декабря 2013 года, когда в центре Хельсинки на Mannerheimintie был открыт первый фирменный ресторан. Burger King имеет в Финляндии партнёра — сеть финских ресторанов Restel.

### В Черногории
В  Черногории Burger King открылся в столице  Подгорице 26 декабря  2022 года, недалеко от супермаркета «HD Lakovići» в Забьело (возле большой кольцевой развязки в Забьело). 10 января  2023 года открылся Burger King и в  Баре. А 28 декабря  2024 года открылся в  Будве на месте ресторана Fish Express